# Buffalo Springs (Texas)
Buffalo Springs è un centro abitato degli Stati Uniti d'America situato nella contea di Lubbock dello Stato del Texas.
La popolazione era di 453 persone al censimento del 2010. Fa parte dell'area metropolitana di Lubbock.

## Geografia fisica
Buffalo Springs è situata a 33°31′56″N 101°42′33″W (33.532126, -101.709242), sul Llano Estacado, nello Yellow House Canyon.
Secondo lo United States Census Bureau, ha un'area totale di 1,9 miglia quadrate (5,0 km²), di cui 1,5 miglia quadrate (4,0 km²) di terreno e 0,39 miglia quadrate (1,0 km²), o 20,73%, d'acqua.

## Società

### Evoluzione demografica
Secondo il censimento del 2000, c'erano 493 persone, 227 nuclei familiari e 143 famiglie residenti nella città. La densità di popolazione era di 312,9 persone per miglio quadrato (120,5/km²). C'erano 303 unità abitative a una densità media di 192,3 per miglio quadrato (74,0/km²). La composizione etnica della città era formata dal 94,93% di bianchi, lo 0,61% di afroamericani, lo 0,61% di nativi americani, il 2,64% di altre razze, e l'1,22% di due o più etnie. Ispanici o latinos di qualunque razza erano il 5,48% della popolazione.
C'erano 227 nuclei familiari di cui il 20,7% aveva figli di età inferiore ai 18 anni, il 54,2% aveva coppie sposate conviventi, il 5,3% aveva un capofamiglia femmina senza marito, e il 37,0% erano non-famiglie. Il 30,0% di tutti i nuclei familiari erano individuali e l'8,4% aveva componenti con un'età di 65 anni o più che vivevano da soli. Il numero di componenti medio di un nucleo familiare era di 2,17 e quello di una famiglia era di 2,67.
La popolazione era composta dal 18,1% di persone sotto i 18 anni, il 5,5% di persone dai 18 ai 24 anni, il 26,6% di persone dai 25 ai 44 anni, il 34,7% di persone dai 45 ai 64 anni, e il 15,2% di persone di 65 anni o più. L'età media era di 45 anni. Per ogni 100 femmine c'erano 108,0 maschi. Per ogni 100 femmine dai 18 anni in giù, c'erano 106,1 maschi.
Il reddito medio di un nucleo familiare era di 36.389 dollari e quello di una famiglia era di 40.500 dollari. I maschi avevano un reddito medio di 27.404 dollari contro i 23.500 dollari delle femmine. Il reddito pro capite era di 19.488 dollari. Circa il 3,1% delle famiglie e il 6,9% della popolazione erano sotto la soglia di povertà, incluso il 7,8% di persone sotto i 18 anni e il 3,7% di persone di 65 anni o più.